# Petru Șuteu
Petru Șuteu (n. 1885, Fornădia, județul Hunedoara – d. 1941, Deva, județul Hunedoara) a fost un deputat în Marea Adunare Națională de la Alba Iulia, organismul legislativ reprezentativ al „tuturor românilor din Transilvania, Banat și Țara Ungurească”, cel care a adoptat hotărârea privind Unirea Transilvaniei cu România, la 1 decembrie 1918. :p. 225.

## Biografie
A urmat școala primară din satul natal, Fornădia, județul Hunedoara. A deținut gradul de plutonier în armata austro-ungară în timpul Primului Război Mondial. A contribuit, de asemenea, la formarea Gărzii Naționale Române din Fornădia în calitate de primar al satului. Din anul 1929 a devenit membru al organizației Frontului Plugarilor :p. 225.  
Ca deputat în Adunarea Națională din 1 decembrie 1918 a fost delegat al Cercului electoral Deva :p. 225.